# In the Heat of the Night (альбом Пэт Бенатар)
In the Heat of the Night — дебютный студийный альбом американской певицы Пэт Бенатар, записанный при участии продюсеров Майка Чепмена и Питера Колмана. Релиз состоялся в 1979 году на лейбле Chrysalis Records. Помимо собственного материала, на диске представлено 6 кавер-версий.

## Отзывы критиков
Роб Тиксон из AllMusic написал, что альбом укрепил место Пэт Бенатар в ряду женщин, штурмовавших рок-мир в конце 70-х, а также что он остаётся впечатляющим дебютом и предвещает грядущие «великие свершения». Рецензент Rolling Stone Лора Фиссингер похвалила вокальные способности и умение петь жестко, не будучи резкой, но раскритиковала продюсерский вклад и материал, заявив, что необработанный талант, направленный не по назначению, — это утомительная история. Роберт Кристгау из The Village Voice отметил, что то время как некоторые «эклектичные» рок-н-роллеры переполнены радостью от экспериментов, Бенатар пропитана амбициями попробовать всё, что угодно: от хард-рока до биг-бита «кабаре», от популярного «футуризма» до подделки под «евродиско» Blondie.

## Список композиций
1. «Heartbreaker[англ.]» (Джофф Гилл, Клинт Уэйд) — 3:29
2. «I Need a Lover[англ.]» (Джон Мелленкамп) — 3:30
3. «If You Think You Know How to Love Me[англ.]» (Никки Чинн, Майк Чепмен) — 4:23
4. «In the Heat of the Night» (Никки Чинн, Майк Чепмен) — 5:24
5. «My Clone Sleeps Alone» (Пэт Бенатар, Роджер Кэппс) — 3:29
6. «We Live for Love» (Нил Джиральдо[англ.]) — 3:55
7. «Rated X» (Ник Гилдер[англ.], Джеймс Маккаллох) — 3:17
8. «Don’t Let It Show» (Алан Парсонс, Эрик Вулфсон) — 4:04
9. «No You Don’t» (Никки Чинн) — 3:20
10. «So Sincere» (Пэт Бенатар, Роджер Кэппс) — 3:29

## Участники записи
- Пэт Бенатар — вокал
- Нил Джиральдо[англ.] — соло-гитара, клавишные, слайд-гитара, бэк-вокал
- Скотт Сент-Клер Шитс[англ.] — гитары
- Роджер Кэппс — бас-гитара, бэк-вокал
- Глен Александр Гамильтон — барабаны
- Майк Чепмен — продюсирование (треки 2−4)
- Питер Коулман — продюсирование (треки 1, 5−10)
- Стив Холл — мастеринг

Данные взяты из примечаний к альбому.

## Позиции в хит-парадах
| Хит-парад (1980—1985)            | Высшая позиция |
| -------------------------------- | -------------- |
| Австралия (Kent Music Report)    | 25             |
| Великобритания (UK Albums Chart) | 98             |
| Канада (RPM Top Albums/CDs)      | 3              |
| Новая Зеландия (RMNZ)            | 8              |
| США (Billboard 200)              | 12             |

| Хит-парад (1980)                   | Позиция |
| ---------------------------------- | ------- |
| Канада (RPM Top Albums/CDs)        | 17      |
| Новая Зеландия (RMNZ)              | 12      |
| США (Billboard Top Popular Albums) | 7       |
| Хит-парад (1981)                   | Позиция |
| США (Billboard Top Popular Albums) | 68      |

## Сертификации и продажи
| Регион | Сертификация  | Продажи    |
| --- | ------------- | ---------- |
| Канада (Music Canada) | 4× Платиновый | 400 000^   |
| Новая Зеландия (RMNZ) | Платиновый    | 15 000^    |
| США (RIAA) | Платиновый    | 1 000 000^ |
| Франция (SNEP) | Золотой       | 100 000*   |
| * Данные о продажах приведены только на основе сертификации. ^ Данные о тиражах приведены только на основе сертификации. |               |            |